# Las maquetas
Las maquetas es un álbum recopilatorio de la banda española de heavy metal Lujuria y fue publicado en 2005 por Vía Láctea Producciones.
Este compilado reúne todos los temas de las maquetas Un poquito de rock & roll y Estrellas del porno, lanzados de forma independiente por la banda en 1991 y 1993 respectivamente.
En la parte interior de la carátula frontal del disco aparece la página de un periódico, la cual trata de un artículo acerca de la primera presentación del grupo.  Además, se encuentran las siguientes citas:

«En tus manos no tienes un disco, tienes el principio de un sueño.»

«Grabado en los años noventa en un local que es una ruina en el mismo pueblo segoviano en el que aún seguimos: Zamarramala».
Lujuria

En tanto, que en la parte interior de la carátula trasera, fueron incluidas las portadas de los demos antes mencionados.

## Lista de canciones
Todas las canciones fueron compuestas por Lujuria.

| Side one |                             |          |  |
| N.º      | Título                      | Duración |  |
| 1.       | «Un poquito de rock & roll» | 4:08     |  |
| 2.       | «Esa tribu»                 | 3:27     |  |
| 3.       | «Cómemelo»                  | 3:18     |  |
| 4.       | «Amor por dinero»           | 3:22     |  |
| 5.       | «Estrella del porno»        | 4:11     |  |
| 6.       | «¡Al ladrón!»               | 3:45     |  |
| 7.       | «Que se lo vendan»          | 3:42     |  |
| 8.       | «Así soy yo»                | 4:28     |  |
| 9.       | «La gorda»                  | 2:11     |  |
| 10.      | «Lujuria»                   | 4:44     |  |

## Créditos

### Lujuria
- Óscar Sancho — voz
- Julio Herranz — guitarra líder
- Jesús Sanz — guitarra rítmica
- Javier Gallardo — bajo
- César Frutos — batería

### Personal vario
- Goyo Zubiaga — ingeniero y técnico de sonido
- David Sanz — representante